# MFA Mizil
MFA (Mechanical Factory for Armament) Mizil este o fabrică de armament din România.
Compania este specializată în repararea blindatelor, dar de asemenea și produce mașini de luptă.
Până în 1990 compania a realizat produse performante de concepție est-europeană, fiind în același timp și cel mai important producător român de mașini de luptă pe șenile (de concepție românească) - ca de exemplu tancurile românești TR 580, șasiul pentru tancul TR-800 sau obuzierul autopropulsat de calibru 122mm Model 1989.
Începând cu anul 1996, MFA Mizil a devenit unul dintre partenerii de bază ai Armatei Române pentru produse militare moderne, cum ar fi Mașina Modernizată de Luptă a Infanteriei - MLI-84M.
Acesta este un vehicul șenilat blindat autopropulsat, realizat în colaborare cu companii internaționale din industrie, ca EADS, Caterpillar, Rheinmetall și altele.
De la sfârșitul anului 2003, societatea și-a diversificat activitatea, intrând și pe piața produselor de utilizare civilă, având în portofoliu următoarele produse și servicii: - fabricația de subansambluri și piese de schimb pentru mașini și echipamente speciale; - reparații motoare Wolla; - prelucrări metalice; - confecții și construcții metalice: hale industriale, show-room-uri, garaje metalice, remorci auto cu sisteme de basculare, containere auto, fișete și dulapuri metalice, diverse construcții metalice prelucrate; - reparații utilaje speciale pentru minerit, foraje, amenajări funciare.
Număr de angajați:
- 2004: 340[1]
- 1997: 1.800[1]
- 1990: 2.500[1]

Cifra de afaceri
- 2006: 26,6 milioane euro[5]
- 2004: 10 milioane euro[3]

## Istoric
Compania a fost înființată în 1951 și a avut inițial ca obiect principal de activitate reparația de tancuri și autotunuri.
Ulterior a asimilat în producție și piese componente și subansamble pentru tancuri și autotunuri, precum și un pachet de modernizare a tancului T 55, de proveniență sovietică (până în anii '70 asimilându-se în fabricație piese de schimb pentru tancuri și platforme specifice, în proporție de 80%).
După 1970, MFA a declanșat un proces de diversificare a gamei de produse și servicii cu specific militar, trecând la etapa de dezvoltare a producției de mașini de luptă ușoare pe șenile.
Astfel, toate mașinile de luptă pe șenile din primele serii aflate în dotarea Armatei Romane sunt fabricate la Mizil.
MFA Mizil a făcut parte până în 2001, ca subunitate, din cadrul Regia Autonomă Arsenalul Armatei, iar din 2001, fabrica a avut statutul de sucursală în cadrul Companiei Naționale ROMARM - până în 2002 când MFA Mizil a devenit societate independentă cu capital majoritar de stat.
În anul 2003, MFA Mizil a fost privatizată, pachetul de 100% acțiuni fiind cumpărat de Asociația Salariaților.

## Privatizarea
După privatizare, salariații MFA Mizil au intrat într-un conflict deschis cu doi oameni de afaceri - Nicolae și Deugene Băiculescu - după ce aceștia au încercat să pună mâna pe pachetul majoritar de acțiuni printr-o inginerie juridico-financiară.
Deputatul PSD Mihail Sirețeanu a fost anchetat de DNA în cazul obținerii unor acțiuni de la MFA Mizil.
Acțiunile au fost obținute prin căpușarea fabricii prin intermediul firmei EMCO CAS.